# Кохан, Олег Михайлович
Олег Михайлович Кохан (2 июля 1976, Киев, УССР) — украинский кинопродюсер.

## Биография
Родился в Киеве. В 2001 году окончил Международный институт лингвистики и права по специальности «международная экономика». Со студенческих лет работал на телевидении, принимал участие в телепроектах канала УТ-1, затем координировал промокампанию кинофестиваля «Стожары», как руководитель рекламной службы и исполнительный продюсер. Также в качестве исполнительного продюсера был приобретен практический опыт на киевском Новом канале. В дальнейшем, молодой бизнесмен выступил как учредитель и соучредитель нескольких компаний, ставших вскоре основой для создания холдинга SOTA Cinema Group.
При участии Олега Кохана были изданы такие книги, как «АнтиРаневская» Олега Вергелиса, «Роман с Балаяном» Зинаиды Фурмановой, «Муратова. Опыт киноантропологии» Михаила Ямпольского, «Возвращение к корням. Украинское поэтическое кино» Йоанны Левицкой, фотоальбомы «Кадр за кадром: Кира Муратова» Константина Донина, «Иван Миколайчук: магия любви» и «Богдан Ступка: к 70-летию».
Первый украинский продюсер, ставший обладателем кинопремии «Ника» за фильм Киры Муратовой "Два в одном" (лучший фильм стран СНГ и Балтии 2007 года).
Женат. Есть сын.

## Продюсер
- 2007 — «Два в одном» (реж. Кира Муратова)
- 2007 — «Кукла» (реж. Кира Муратова)
- 2008 — «Райские птицы», (реж. Роман Балаян)
- 2008 — «Сердце на ладони», (реж. Кшиштоф Занусси), Украина — Польша
- 2009 — «Мелодия для шарманки» (реж. Кира Муратова)
- 2009 — «Женщины без мужчин», (реж. Ширин Нешат), Германия-Франция-Австрия-Украина
- 2010 — «Счастье мое», (реж. Сергей Лозница)
- 2010 — «Шантрапа», (реж. Отар Иоселиани)
- 2011 — «В субботу», (реж. Александр Миндадзе)
- 2012 — «Вечное возвращение» (реж. Кира Муратова)

## Награды и номинации
- 2007 — Премия «Ника» за фильм Киры Муратовой «Два в одном» в номинации Лучший фильм стран СНГ и Балтии 2007 года).
- 2008 — Специализированная рекламная премия «25 кадр» в номинациях: лучший трейлер, лучший ки-арт, лучший таг-лайн и лучшая BTL-акция за фильм К.Муратовой «Два в одном».
- 2009 — Премия «Ника» за фильм Романа Балаяна «Райские птицы». (лучший фильм стран СНГ и Балтии 2009 года).[1].
- 2011 — Приз за лучший фильм (гран-при «Золотой Ирис», англ. Golden Iris Award) и Кинолюбительский Приз Джеймсона англ. Jameson Cinephile Award на кинофестивале в Брюсселе[2][3], фильм «В субботу».
- 2012 — Премия «Ника» за фильм Киры Муратовой «Вечное возвращение» в номинации Лучший фильм СНГ и Балтии.